# Медведевка (Саратовская область)
Медведевка — деревня в Аткарском районе Саратовской области России. Входит в состав Даниловского муниципального образования.

## История
В «Списке населённых мест Саратовской губернии по данным 1859 года» населённый пункт упомянут как казённая деревня Медведевка Аткарского уезда (1-го стана) при реке Лаурзе, расположенная в 15 верстах от уездного города Аткарска. В деревне имелось 63 двора и проживало 497 жителей (243 мужчины и 254 женщины).
Согласно «Списку населённых мест Аткарского уезда» издания 1914 года (по сведениям за 1911 год) в деревне Медведевка (Нижняя Волосатовка), входившей в состав Даниловской волости, имелось 170 хозяйств и проживало 1137 человек (561 мужчина и 576 женщин). В национальном составе населения преобладали великороссы. Функционировала церковно-приходская школа.

## География
Деревня находится в северо-западной части района, в пределах Приволжской возвышенности, на левом берегу реки Лаверза, на расстоянии примерно 15 километров (по прямой) к северо-западу от города Аткарск. Абсолютная высота — 183 метра над уровнем моря.
Часовой пояс
Деревня Медведевка, как и вся Саратовская область, находится в часовой зоне МСК+1. Смещение применяемого времени относительно UTC составляет +4:00.

## Население
| 2010 |
| ---- |
| 68   |

Гендерный состав
По данным Всероссийской переписи населения 2010 года в гендерной структуре населения мужчины составляли 48,5 %, женщины — соответственно 51,5 %.
Национальный состав
Согласно результатам переписи 2002 года, в национальной структуре населения русские составляли 72 % из 78 чел.

## Улицы
Уличная сеть деревни состоит из одной улицы (ул. Медведевская).